# Пам'ятник Шулявській республіці
Па́м'ятник Шуля́вській респу́бліці — пам'ятник у Києві на честь робітників та студентів, що у ході чотириденного повстання у 1905 році проголосили на території однойменної частини міста квазідержавне утворення — Шулявську республіку. Встановлений у 1985 році з нагоди 80-ліття революційних подій біля «столиці» республіки — головного корпусу Київського політехнічного інституту.

## Історія
11 грудня 1905 року, на знак підтримки грудневого збройного повстання у Москві, Рада робітничих депутатів Києва вирішила розпочати масовий страйк. Наступного дня, 12 грудня 1905 року, повсталі робітники Шулявки оголосили квартали між заводом Ґретера і Криванека та Політехнічним інститутом «робітничою республікою». Штаб бунтарів розташувався у приміщенні 1-го корпусу Київського політехнічного інституту, який було проголошено «столицею» республіки. Там само містилася і Рада робітничих депутатів, якій робітники надали повноваження єдиного органу влади у місті Києві. «Президентом» Шулявської республіки та Головою Ради депутатів був обраний пролетар Федір Олексієв.
Та вже через чотири дні — у ніч на 16 грудня 1905 року — Шулявська республіка та повсталі робітники були розгромлені урядовими військами.

## Встановлення пам'ятника
У 1985 році, з нагоди 80-ліття революційних подій у Києві, біля стіни головного корпусу КПІ було встановлено пам'ятник Шулявській республіці. Автором монументу став скульптор Микола Рапай.
Пам'ятник має оригінальну архітектуру: на невеликому гранітному постаменті розташована бронзова композиція, що зображає учасників повстання.
Напис на постаменті повідомляє:
«Геть царизм! У цьому приміщенні у жовтні-грудні 1905 року діяла перша у Києві Рада робітничих депутатів».
Станом на 2017 рік таблиця з написом на пам'ятнику була демонтована.

## Галерея
|                                            |  |                     |  |                                |  |
| Пам'ятник Шулявській республіці (зблизька) |  | Фрагмент пам'ятника |  | Напис на постаменті пам'ятника |  |